# Costilla megye
Costilla megye az Amerikai Egyesült Államokban, azon belül Colorado államban található. Megyeszékhelye és legnagyobb városa San Luis. Lakosainak száma 3499 fő (2020. április 1.).

## Szomszédos megyék
- Huerfano megye (északkelet)
- Las Animas megye (kelet)
- Colfax megye (délkelet)
- Taos megye (dél)
- Conejos megye (nyugat)
- Alamosa megye (északnyugat)

## Népesség
A megye népességének változása:
| Lakosok száma | 3528 | 3641 | 3593 | 3518 | 3584 | 3499 |
|               | 2010 | 2011 | 2012 | 2013 | 2015 | 2020 |